# Crocallis taurica
Crocallis taurica är en fjärilsart som beskrevs av Eugen Wehrli 1934. Crocallis taurica ingår i släktet Crocallis och familjen mätare. Inga underarter finns listade i Catalogue of Life.